# Фейсхіллінг
Фейтхіллінг  (англ. Faith Hilling, в іншому варіанті перекладу — «ФейсХіллінг») — третій епізод шістнадцятого сезону серіалу «Південний парк», прем'єра якого відбулася 28 березня 2012 ріку. В епізоді пародіюється мода на створення дурних вірусних відеороликів і викладання їх в Інтернеті.

## Сюжет
Картман за допомогою Кайла, Стена, Кенні і Баттерса виконує «фейсхіллінг» прямо на сцені з передвиборними дебатами республіканців, після чого всьому четвертому класу доводиться прослухати додатковий урок з безпеки, на якому професор Ламонт показує їм, наскільки небезпечним може бути фотографування в безглуздих позах, тобто «Мемінгену». Незважаючи на це, і те, що фейсхіллінг вважається застарілим мемом і поступився місцем «тейлорсвіфтінгу», хлопчики (за винятком Баттерса, якого налякав сюжет навчального фільму про небезпеку мемів) продовжують наполегливо його виконувати.
Професору Ламонту в цей час повідомляють про виникнення нового інтернет-мему: фотографії кішок з головою, протягнутою через шматок хліба («котохлібінг»). Ламонт вважає, що це є свідченням того, що коти еволюціонують, стаючи такими ж розумними, як і люди. Нові меми людей і котів продовжують з'являтися в Інтернеті і служать причиною страшних смертей виконавців, хлопці ж продовжують «фейтхілити», однак після численних глузувань глядачів вони один за іншим змушені змиритися з тим фактом, що мода на фейтхіллінг вже пройшла.
У той же час Ламонт і інші люди намагаються поговорити з котами, які, по всій видимості, знайшли дар мови. Він приходить до висновку, що подальший розвиток котів призведе до війни між двома видами.
Хлопчики намагаються залишатися актуальними, знімаючи відеоролики з новими мемами. Вони намагаються виконати популярний мем на ще одних дебатах республіканців («вжопусвістінг»), але Картман в вирішальний момент відмовляється його виконувати, незгідний прийняти мем лише на тій підставі, що він є новим. Він перериває виступ, а замість цього починає показувати свій щиро улюблений фейтхіллінг, виконуючи при цьому пісню. Її підхоплює натовп в залі і кандидати від Республіканської партії на сцені: Рік Санторум, Мітт Ромні і Ньют Гінгріч, приєднуючись до Картмана в масовому акті фейсхіллінга («жополbзінг»).

## Факти і пародії
- Дебати — пародія на Президентські дебати Республіканської партії 2012.
- Рідкісна серія, в якій присутній кіт Картмана Кітті (раніше був кішкою).
- Кіт, що говорить «Oh Long Johnson» — популярний мем на youtube.com, який назбирав купу переглядів і був багато разів перезавантажений на різних відеосервісах.
- Не дивлячись на всі події, небезпеки, Кенні не помер в цьому епізоді.
- Навчальний фільм, який показують учням в школі, за словами інструктора «дуже старий», проте в кінці видно, що він створений в 2010 році — це пародія на швидко застаріваючі інтернет-меми.
- В кінці навчального фільму написано «get off your flying cell phone scooters and think», що дослівно перекладається як «злізьте зі своїх літаючих мобільних телефонів-скутерів і подумайте». Тут, можливо, пародіюється факт, що можливості мобільного телефону сильно зростають і розширюються. Так, наприклад, телефон можна використовувати і як фотоапарат, і як камеру, і як музичний плеєр ...
- Сцена в спортзалі відсилає до фільму «Індіана Джонс: У пошуках втраченого ковчега», де до головного героя також приходили агенти для розпитувань про ковчезі і він в такому ж стилі показував їм книгу.
- Це вже 4-а серія, в якій Кайл приймає сторону Картмана, першою була «Найбільший гівнюк у Всесвіті», другою «Спортивна асоціація наркозалежних дітей», а третьою — «Ассбургери».
- Також це одна з небагатьох серій, де Картман і Кайл не лаються.
- ФейтХіллінг — мем, що полягає в пародійному зображенні співачки Фейт Хілл перед камерою.
- Другий мем (тейлорсвіфтінг) пародіює співачку Тейлор Свіфт.
- Згаданий в книзі фонзінг сам по собі є і локальним мемом серіалу — в ранніх сезонах Фонзі часто з'являвся в серіалі, виконуючи божевільні трюки (наприклад, «Місто на краю вічності» і «Можливо»).
- Люди вже дошкуляли кішок в серії «Значні буфера».
- У серії присутнє відсилання до відео «Сніговик і Повстання шаф».
- Як основна небезпека мемів у серіалі фігурує поїзд.
- Фраза Кайла «Yeah, Cartman, do it» вже звучала в фільмі Південний парк: більше, довше і без купюр.